# Genesis framework
Genesis é um framework que tem como objetivo principal simplificar e tornar produtivo o desenvolvimento de aplicações corporativas, sem sacrificar a escalabilidade e testabilidade do software.
Foca principalmente em simplificar o desenvolvimento de componentes de negócio e na construção de interfaces gráficas complexas com o mínimo de esforço de desenvolvedor. Para cumprir essa missão, o genesis integra diversos frameworks open-source e suporta a plataforma Java 2 EE de forma completamente transparente para o desenvolvedor, através do uso de AOP. Tem como principal objetivo fazer com que pessoas com pouco conhecimento da plataforma Java sejam capazes de desenvolver aplicações robustas em pouco tempo, sem precisar aprender diversas tecnologias e conceitos complexos. Convidamos você a conhecer a nossa abordagem para esse problema.

## Características
- Simplifica o desenvolvimento de componentes de negócio e na construção de interfaces gráficas complexas com o mínimo de esforço de desenvolvedor